# Абдраимов, Апсамат
Апсамат Абдраимов (кирг. Апсамат Абдраимов; 1931 год, село Сарыпар (ныне — Кара-Сууский район)) — хлопковод, бригадир колхоза имени Кирова Кара-Суйского района Ошской области, Киргизская ССР. Герой Социалистического Труда (1966). Депутат Верховного Совета Киргизской ССР. Депутат Верховного Совета СССР 7-го созыва.

## Биография
Родился в 1931 году в село Сарыпар (ныне — Кара-Сууский район).
С 1947 года — разнорабочий колхоза имени Кирова Кара-Суйского района. После окончания школы сельской механизации трудился механизатором в том же колхозе. С 1961 года — бригадир комплексной механизированной бригады по выращиванию хлопка.
В 1964 году бригада Апсамата Абдраимова собрала в среднем по 34,5 центнеров хлопка с каждого гектара на участке площадью в 110 гектаров и в 1965 году было собрано в среднем по 33 центнера хлопка. Указом Президиума Верховного Совета СССР от 30 апреля 1966 года удостоен звания Героя Социалистического Труда с вручением ордена Ленина и золотой медали «Серп и Молот».
Избирался депутатом Верховного Совета СССР 7-го созыва от Совета Национальностей (1966—1970) и Верховного Совета Киргизской ССР (1963—1967).
Награды
- Орден Ленина
- Орден Октябрьской Революции
- Орден Трудового Красного Знамени
- Орден «Знак Почёта» — дважды